# Bert Hallows
Herbert „Bert“ Hallows (* in Little Lever; † unbekannt)  war ein englischer Fußballspieler.

## Karriere
Hallows, fünftes von sieben Kindern, war von Beruf Steinmetz; sein älterer Bruder James Hallows wurde als Wisden Cricketers of the Year ausgezeichnet, ebenso wie sein Neffe Charlie Hallows. Mit dessen gleichnamigem Vater spielte Bert Hallows um die Jahrhundertwende zusammen für Southport Central in der Lancashire League, erstmals im März 1898. Die folgenden beiden Spielzeiten bestritt Bert Hallows als Stammspieler auf der Mittelläuferposition, 1899 wurde er mit dem Klub Vizemeister. Im Mai 1900 wurde Hallows vom Erstdivisionär Manchester City verpflichtet. Seine Registrierung bei der Football League hatte zu diesem Zeitpunkt noch der FC Everton inne, Ende Juni wurde der Transfer auch von der Football League sanktioniert.
In den folgenden Monaten kam er in Manchesters Reserveteam in der Lancashire Combination zum Einsatz, sein einziger Pflichtspieleinsatz in der ersten Mannschaft datiert vom 12. Januar 1901, als er anlässlich eines Auswärtsspiels bei Nottingham Forest den etatmäßigen Mittelläufer Buxton Smith ersetzte. Hallows bildete gemeinsam mit Bobby Moffat und Billy Holmes die Läuferreihe und bereitete den zwischenzeitlichen 1:0-Führungstreffer durch Joseph Cassidy mit einem „großartigen Pass“ vor, die Partie endete aber letztlich mit einer 2:4-Niederlage. Die Manchester Evening News zog als Fazit: „Er war nicht von viel Nutzen gegen Calvey [Anm.: Mittelstürmer von Forest] und es ist unwahrscheinlich, dass das Experiment wiederholt wird.“
Zur Saison 1901/02 kehrte er zu Southport Central zurück und gewann im Januar 1902 mit dem Klub durch einen 3:0-Erfolg über Crewe Alexandra das verspätet ausgetragene Finale des Rawcliffe Charity Cups 1900/01. Im August 1902 zog er zum Ligakonkurrenten Rochdale Town weiter, den Klub führte er in der Saison 1902/03 als Mannschaftskapitän an. In den folgenden Jahren trat Hallows noch als Cricketspieler für Little Lever in Erscheinung.